# IC 5339
IC 5339 је елиптична галаксија у сазвјежђу Тукан која се налази на листи објеката дубоког неба у Индекс каталогу.
Деклинација објекта је - 68° 26' 30" а ректасцензија 23h 38m 5,3s. Привидна величина (магнитуда) објекта IC 5339 износи 13,6 а фотографска магнитуда 14,6. IC 5339 је још познат и под ознакама ESO 77-26, PGC 71965.